# Кенни, Энни
Энн «Энни» Кенни (англ. Ann «Annie» Kenney; 13 сентября 1879 — 9 июля 1953) — английская суфражистка из рабочего класса, ставшая ведущей фигурой в Женском общественно-политическом союзе.

## Биография
С 10-летнего возраста работала (подчас по 12 часов) на хлопчатобумажной фабрике на протяжении 15 лет. Под влиянием социалистического издания «Кларион» Роберта Блэтчфорда участвовала в профсоюзном движении и занялась самообразованием. Благодаря этому оказалась вовлечена и в суфражистское движение, в рядах которого тесно сдружилась (и подчас состояла в отношениях) с несколькими известными активистками. С другой рабочей феминисткой, Минни Болдок, выступила соучредительницей первого отделения Женского общественно-политического союза в Лондоне.
Кенни привлекла внимание общественности в 1905 году, когда их с Кристабель Панкхёрст (дочери Роберта и Эммелин Панкхёрст и одной из трёх сестер Панкхерст — наряду с Аделин и Сильвией Эстеллой) посадили на несколько суток в тюрьму после того, как они перебили речь главы Форин-офиса Эдуарда Грея и его заместителя Уинстона Черчилля на либеральном митинге в Манчестере. Они поставили перед политиками вопрос о праве голоса для женщин: «Когда Либеральная партия разрешит женщинам голосовать?», — и развернули соответствующий баннер. Считается, что инцидент ознаменовал открытие нового этапа в борьбе за избирательные права женщин в Великобритании.
Кенни неоднократно попадала в полицию: её в общей сложности 13 раз бросали в тюрьму, где устраивала голодовки. В 1912—1914 годах возглавляла протесты за права женщин. Однако с началом Первой мировой войны на волне ура-патриотизма объявила мораторий на суфражистские акции — и затем пропала с политической арены, когда после войны женщины добились права голоса. Умерла от диабета 9 июля 1953 года, была похоронена по розенкрейцерскому обряду.